# حيداء
حَيْدَاء (الاسم العلمي: Ovula)، جنس حيوانات بحرية من الرخويات بطنيات القدم وفصيلة الحيدائيات.